# Форстен, Вернер Карлович
Ве́рнер Ка́рлович Фо́рстен (28 января 1885, Бьёрнеборг, Великое княжество Финляндское — апрель 1956, Кемь, Карело-Финская ССР) — советский хозяйственный деятель, Председатель Президиума Петрозаводского городского Совета рабочих, крестьянских и красноармейских депутатов (1933—1935).

## Биография
Родился в г. Бьёрнеборг в семье рабочих. Финн. Закончил народную и 2 класса вечерней школы Пори.
В 1898 г. поступил на работу на строительство текстильной фабрики в Плори.
С 1900 г. работал на лесопильном заводе Розенлев в Сейкку рабочим-рамщиком. Был музыкантом в оркестре завода. В 1903 г. вступил в Финскую социал-демократическую партию, стал членом райкома Союза молодежи г. Пори.
Организатор профсоюза лесозавода.
С 1907 г. — почтальон. В 1918 г. — комиссар 7-го почтового района.
В апреле 1918 г. приговорен за участие в Финляндской революции на стороне Красной гвардии Финляндии полевым судом к расстрелу. В июле 1918 г. сумел бежать в Петроград, где стал секретарем комитета по обеспечению финских эмигрантов.
С августа 1918 г. по 1937 г. и с 1955 г. член ВКП(б).
С 1920 г. — заведующий финской секцией отдела народного образования Карельской трудовой коммуны.
В сентябре 1920 г. откомандировывался в Архангельский губсовнархоз.
С 1921 г. руководитель по финскому просвещению отдела народного образования Карельской трудовой коммуны.
С 1922 г. преподаватель истории капитализма финской советской партийной школы в Петрозаводске.
С апреля 1923 г. — председатель Ухтинского революционного комитета, позднее исполкома Ухтинского районного совета.
С марта 1930 г. — начальник Карелдортанса.
С октября 1930 г. председатель Карельского республиканского совета физкультуры. Награждён почётной грамотой Карельского ЦИКа.
С 1931 г. — начальник Карельского управления связи.
В 1933—1935 годах — Председатель Исполнительного комитета Петрозаводского городского Совета депутатов трудящихся. В дальнейшем — заместитель народного комиссара Наркомата местной промышленности Автономной Карельской ССР. Член Президиума ЦИК Автономной Карельской ССР, депутат Совета национальностей ЦИК СССР 7-го созыва. Делегат XVI Всероссийского и VII съезда Советов (январь-февраль 1935 года).
В 1935 г. за плодотворную работу по организации советской власти в Карельской АССР награждён персональным легковым автомобилем ГАЗ.
Арестован 25 июля 1937 года и осужден Особой тройкой НКВД Карельской АССР 10 октября 1938 года по ст. 58-6-10-11 УК РСФСР «за шпионаж» на срок 8 лет. Отбывал срок в Красноярском крае. Освобождён 23 июля 1946 года.
С 1946 г. — ночной сторож буфета станции Кемь. С 1952 г. на пенсии как инвалид труда.
Реабилитирован Верховным Судом СССР 16 июля 1955 года.

## Семья
Первым браком был женат на Айно Рейнгольдовне Форстен (род. 1885). В ноябре 1937 года особой тройкой НКВД КАССР была осуждена как «враг народа» и 27 ноября 1937 года расстреляна в окрестностях Петрозаводска.
Был женат вторым браком на Ярвеля Кертту Викторовне.

## Статьи
- Форстен В. На стройке Красной Ухты. — Сов. Карелия, 1932, № 3-4, с.7—12.
- Форстен В. Советское строительство в Ухтинском уезде.— Экономика и статистика Карелии, 1927, № 1-3, с. 67—86.